# حنان أبو حسين
حنان أبو حسين (بالعبرية: חנאן אבו חוסיין‏) هي فنانة تشكيلية فلسطينية ولدت في سنة 1972، هي فنانة ومربية. نشأت حنان في مدينة أم الفحم، وتعيش في القدس، تتمحور أعمالها حول العنف والقتل ضد النساء. تخرجت بلقب BFA من أكاديمية الفنون بتسلئيل، وتحمل شهادة الماجستير MA في تاريخ الفن.

## نشأتها
ولدت حنان أبو حسين في فلسطين في مدينة ام الفحم، وتعيش في القدس. كانت حنان أبو حسين الابنة الوحيدة لوالديها بين اربع اخوة شباب. وقد أطلق عليها اخوتها «جمانة الحسيني».

## مسيرتها الفنية
بدات حنان الرسم في سن مبكرة جدا، فهمت في فترة لاحقة انها رسامة فلسطينية تعيش في المهجر. في السنة السادسة عشرة، قررت ان تريد ان تصبح فنانة. حاولت الالتحاق بجامعة حيفا، لكنها رفضت بسبب صغر سنها. بتوصية من اخيها عامر بدأت الدراسة في كلية عيمك يزراعيل (مرج ابن عامر)، وتتلمذت هناك لمدة ثلاث سنوات على يد النحاتة  دالية مئيري  وعملت مساعدة لها. بعد ذلك قررت التوجه للدراسة في معهد بتسلئيل للفنون في القدس. فقامت بالتسجيل للدراسة هناك بتشجيع ودعم من والديها، ابيها كان شديد الفخر بان ابنته ستكون الطالبة العربية الأولى التي تدرس الفن في بتسلئيل. في تلك الفترة لم يدرس الكثير من الطلاب العرب في بتسلئيل، وحتى اليوم لا يزال استاذتها يتذكرون كيف رافقوها أهلها إلى بتسلئيل حاملين تماثيلها بايديهم.
في بتسلئيل درست اربع سنوات، وحصلت على اللقب الأول في الفن، ودرست سنة تخصصية، ودراسات متممة في مجال السيراميك.
و بعد حصولها على اللقب الأول، درست لنيل شهادة التدريس، ومن ثم اللقب الثاني في الفن الإسرائيلي وإدارة المؤسسات الفنية في جامعة تل ابيب.
المنافسة في بتسلئيل كانت شديدة، وكان عليها ان تواجه الكثير من الصعاب، وان تتعلم اللغة والمصطلحات في  الفن الحديث والفن المفاهيمي (Conceptual art).
كان عليها ان تتعلم كيف تعبر عن نفسها، وتتحدث، وهذه أمور لم يعتادوا عليها.  لا ان يعبروا عن انفسهم ولا ان يتحدثوا في أمور الفن.
تتذكر انها لم تتحدث قط في السنة الأولى، وفي السنوات التي تلتها كانت حاضرة وبدا الطلاب يهتمون بما تفعل.
في السنة الثالثة، حصلت على جائزة شاريت، ولم يكن من السهل الحصول على جائزة كهذه.
اهتمت دائما بعدم تجاهل هويتها، لكنها لم تنشغل بهويتها كفلسطينية قدر انشغالها بهويتها كامراة.
تعرفها وانكشافها على الفكر النسوي وقراءة الادبيات النسوية اثرا عليها ايما تاثير خلال الدراسة.
وكان لعملها مع النساء اللواتي يعانين من ضائقة عظيم الأثر عليها. المواضيع التي تعالجها في اعمالها ترتبط في الأساس باضطهاد النساء، وقتل النساء، والعنف ضد النساء. في الواقع الذي تعيشه يوجد ثمة فرق في التعامل والتربية بين الذكور والإناث.
تعاطيت مع موضوع اضطهاد النساء الذي يبدأ في البيت واعمالها الفنية تعالج هذه القضية في الأساس.

## المدرسة الفنية والأسلوب
وفق تسميات العصر، يعتبر أسلوبها أسلوبًا مفاهيميًّا. تستخدم وسائط وأساليب متنوعة، وتقوم بتصميم أعمال إنشائية.
يشغلها المفهوم المركزي للعمل في البداية، والمواد التي تريد استخدامها، وتقنيات العمل، وكمية المواد المتوفرة بيد الفنان.
المحترف الفني هو المختبر الذي تشعر فيه انها ستستقصي في عملها الفني أو تفحصه، لا تعرف نفسها كرسامة، لكنها تستطيع استخدام الرسم أو التصوير أو اية وسيلة أخرى على الرغم من ذلك، تعرف نفسها كفنانة تشكيلية.
مشاركتها في المعارض في البلاد وفي خارج البلاد وتفاعل الناس مع اعمالها الفنية.
شاركت حنان أبو حسين، في أكثر من 150 معرضا مرموقا في متاحف وصالات عرض فنون في ارجاء العالم. أحد المعرض التي شاركت فيها كان في مندوف غاليري سان توا في باريس وجاء بعنوان " Lieu Commun" (أي مفهموم ضمنًا).
وذلك في العام 2005، حيث شارك فيه فنان فلسطيني وفنان فرنسي، وفنان تونسي، واخر إسرائيلي.
عملها كان حول الشفرات أي «السكاكين»، وقد مثلت من خلاله اضطهاد النساء وقتل النساء بحجة شرف العائلة. هذه الشفرات استخدمها الرجال ذات مرة لحلاقة الوجه.
عندما نصبت المعرض ودخل الناس إلى قضائه، شعر بعضهم بالتهديد وشعر اخرون ان الشفرات المعلقة فوق رؤوسهم تقطعهم اربا اربا. بينما لها كانت ندوب في يدي بعد حلاقة الشعر عنها، كان ذلك ترميزا للندوب التي بقيت على الجسد الانوثي من الشفرات والتي هي ليست سوى شفرات يستخدمها الرجال لخلق ذقونهم. شاركت في معرض اخر في باريس في العام 2006، شاركت بعمل اطلقت عليه اسم "blanket of my mother "، وكان له أصداء واسعة وإيجابية، ومعارض أخرى، احداها في برلين في غاليري «ارتنويلاند» («فن البلاد الجديدة») الذي تديره فنانة إسرائيلية  تعيش في برلين وتدعى ياعيل كاتس بن شالوم، وتستضيف فيه فنانين إيرانيين والمانا وفلسطينيين وإسرائيليين. وشاركت في معارض كثيرة أخرى في البلاد والخارج.
طموحوتها ومشاريعها المستقبلية
حصلت على العديد من الجوائز من بينها جائزة وزير  الثقافة والرياضة للفن التشكيلي للعام 2014. فازت كذلك بجائزة كتاب فنان من قبل مفعال هبايس في العام 2012، وجائزة فنان في المجتمع المحلي من قبل وزارة الثقافة في العام 2012، وجائزة  تشجيع الابداع من قبل وزارة الثقافة والرياضة في عام 2010، وجائزة الفنان الشاب في عام 2004، وجائزة صندوق شاريت في عام 2005، وجائزة  هايرينخ بل في العام 2002، وجائزة صندوق أمريكا-إسرائيل  في العام 2000-2002، وجائزة صندوق أمريكا – إسرائيل في العام 1998 – 2000، وقامت بعض المتاحف باقتناء عدد من اعمالها الفنية ومن بينها متحف رمات غان  ومتحف عين حارود.
وجهتها اليوم نحو خارج البلاد والعالم الواسع. عرضت اعمالها الفنية في معارض دولية لفنانين اثنين. ومعارض جماعية وأخرى غيرها. حنان أبو حسين لا تنتمي لاية صالة عرض فنون، فلسطينية كانت ام إسرائيلية. حريتها مقدسة، تتمنى ان تقدم معرضا منفردا في خارج البلاد والوصول إلى المتاحف. كانت تقوم بكل هذا لوحدها على الرغم من صعوبة الوصول بدون امين معرض.
كانت حنان أبو حسين فنانة ناشطة على المستوى الاجتماعي والسياسي. وقد كانت ناشطة في الفترة الواقعة بين العامين 2005 و2006  في حركة «فنانون بلا حدود». تبرعت بعدد من الأعمال الفنية لصالح حرية التعبير والرأي.
إلى جانب ذلك، تدرس حنان في متحف إسرائيل مدرسين عربا ويهود، وتحاضر في كلية شكنار في قسم الفنون، وتدرس الفن في مدرسة العيساوية الابتدائية للبنين، وتصل بين حين واخر إلى الخليل كمتطوعة لتدريس الفنون للأطفال.